# Budiño (Salceda de Caselas)
Budiño (oficialmente Santo Estevo de Budiño) es una parroquia española del municipio de Salceda de Caselas, perteneciente a la provincia de Pontevedra, en la comunidad autónoma de Galicia.

## Historia
Hacia mediados del siglo XIX, el lugar, ya por entonces perteneciente a Salceda, tenía contabilizada una población de 309 habitantes. Aparece descrito en el cuarto volumen del Diccionario geográfico-estadístico-histórico de España y sus posesiones de Ultramar de Pascual Madoz con las siguientes palabras:

BUDIÑO (San Estéban): felig. en la prov. de Pontevedra (6 leg.), part. jud. y dióc. de Tuy (1 1/4), ayunt. de Salceda (3/4): sit. en parte en llano y parte en el declive oriental de un cerro; la combaten principalmente los aires del S. y O., y el clima, aunque húmedo, es bastante sano. Tiene 70 casas, distribuidas en los l. de que se compone, á saber: Ameijeira, Baral, Becerreira, Coto, Bouzapanda, Cerquido, Costeira, Eidobello, Torre, Lomba, Urgueira y Rebicida. La igl. parr. bajo la advocacion de San Esteban, se halla servida por un cura, cuyo destino es de entrada, y se provee por S. M. ó por el diocesano, segun los meses en que ocurre la vacante. Confina el térm. N. felig. de Picoña (1/2 leg.); E. Parderrubias (1/2); S. las de Guillarey y Sta. Comba (1/4), y O. San Salvador de Budiño. El terreno participa de monte y llano; corriendo el primero una leg. por el SO. y 1/2 de N. á E.; se crian en él pinos, robles, arbustos y escelentes pastos. En distintos parajes brotan puras y cristalinas aguas, que aprovechan los hab. para su gasto doméstico y otros objetos. Los caminos son locales, cruzando tambien por el térm. el que dirije desde Porriño á los baños de Caldelas. El correo se recibe de Tuy. prod.: algun trigo, centeno, bastante maiz, coles, mijo, legumbres, hortaliza, lino, vino y frutas: se cria ganado vacuno, lanar y poco cabrio, y hay caza de liebres, conejos y perdices. ind. y comercio: ademas de la agricultura y ganaderia, se cuentan varios molinos harineros; reduciéndose las operaciones comerciales á la venta de ganados, frutos sobrantes y conduccion de tojo para los hornos, tejares que hay en Guillarey. pobl.: 67 vec., 309 alm. contr. con el ayuntamiento. (V.)
(Madoz, 1846, pp. 471-472)

En 2022, tenía empadronados 686 habitantes.